# Hippocrepis comosa
Hippocrepis comosa, tên tiếng Anh là Horseshoe Vetch, là một loài thực vật có hoa. Nó là thức ăn duy nhất của loài bướm ngày Polyommatus coridon.

## Hình ảnh

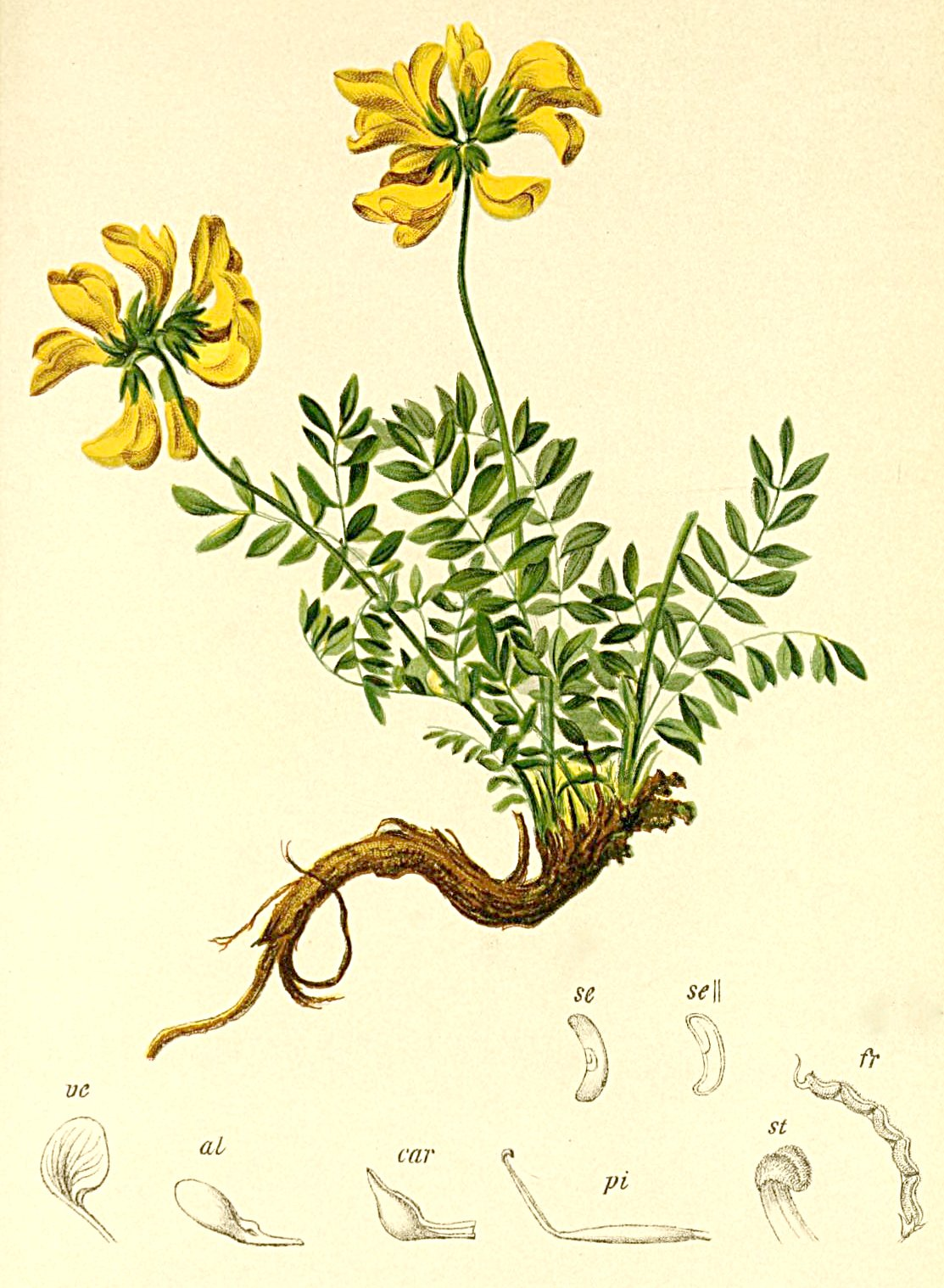
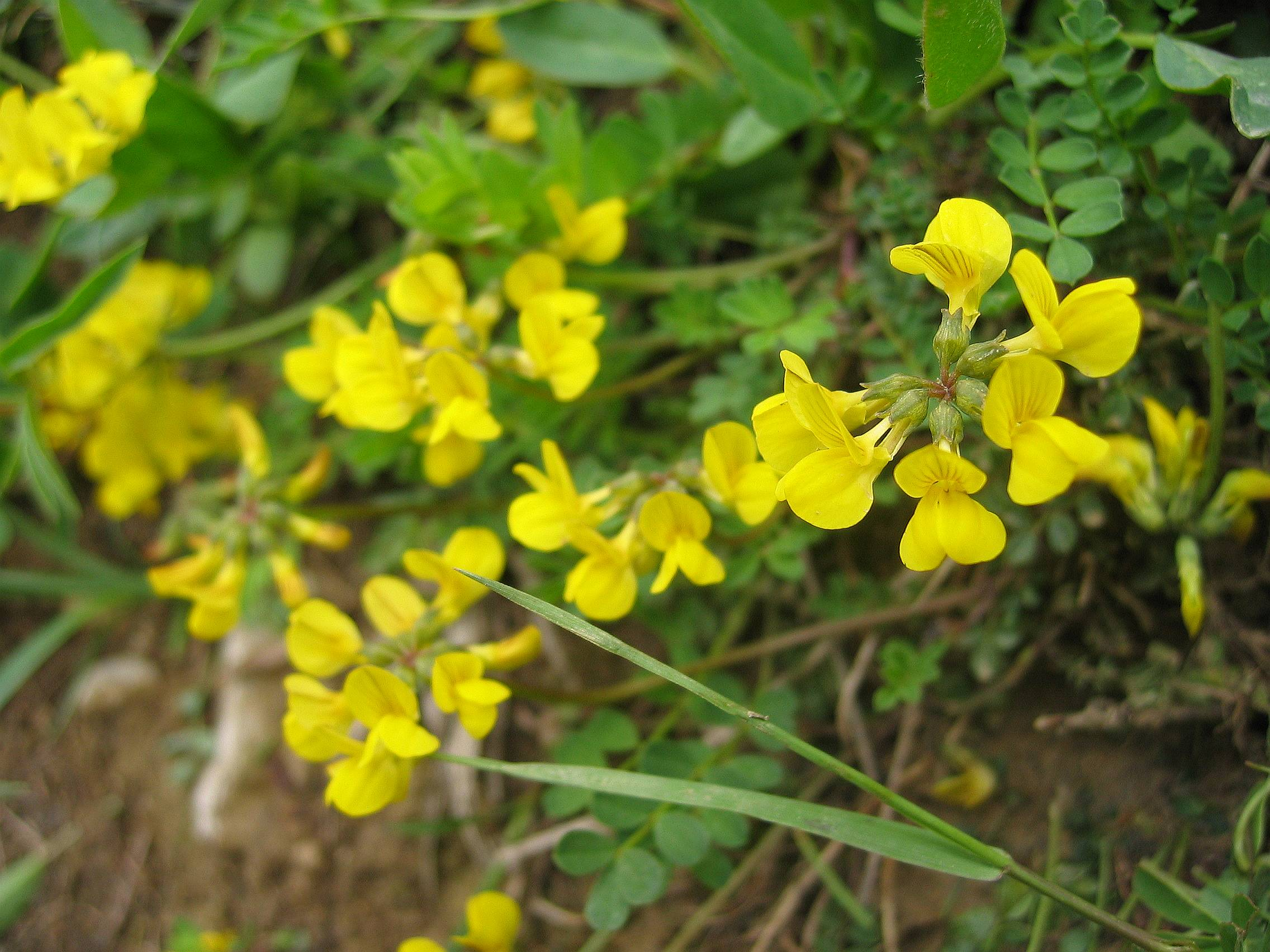
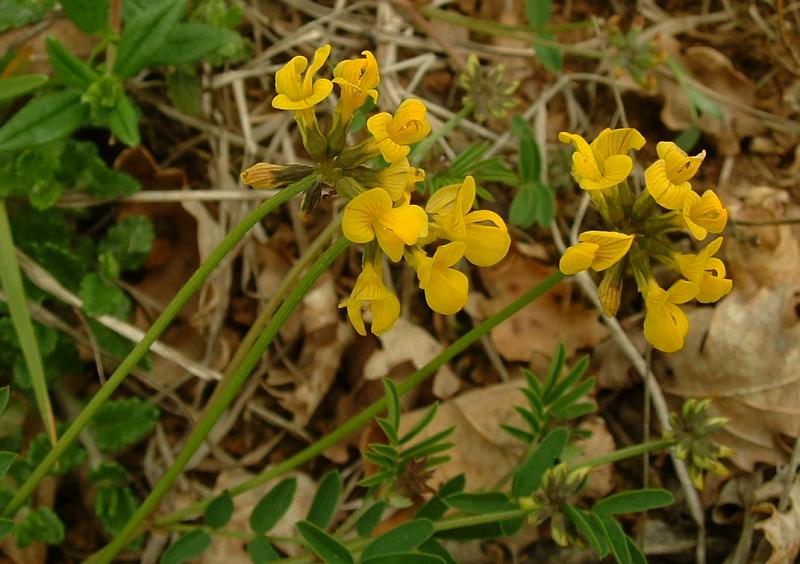
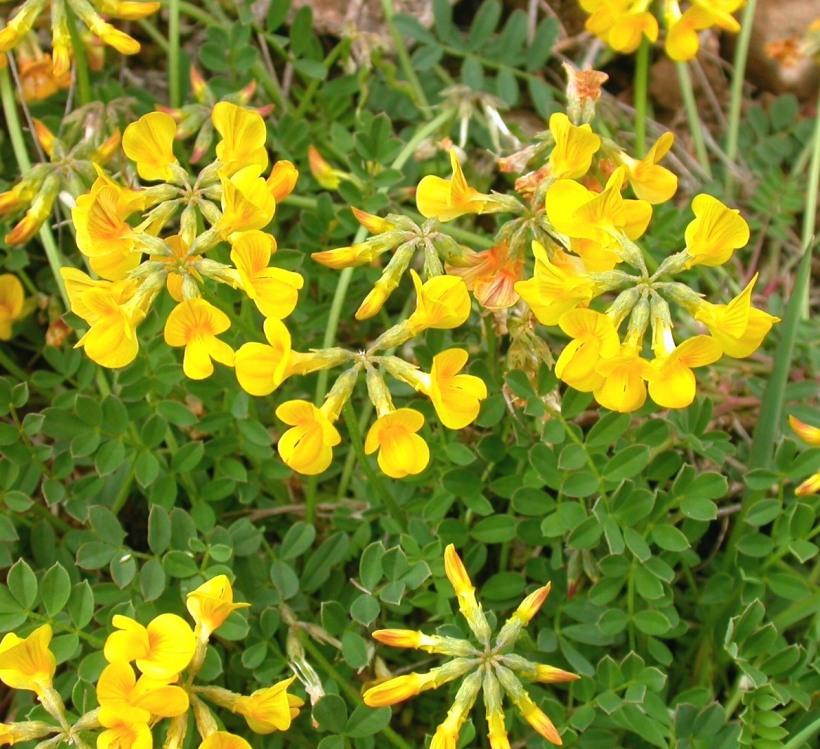